# Hans Weber (Rennfahrer)

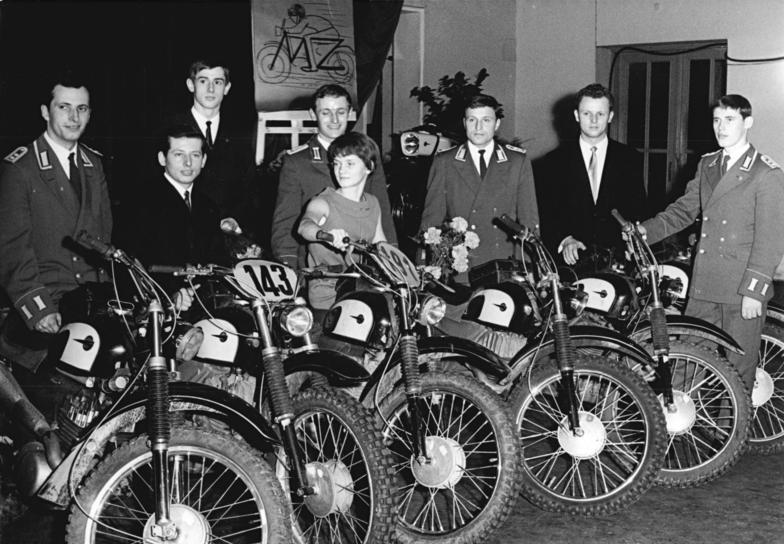
Hans Weber (links), Sportler des Jahres 1967 mit der Mannschaft bei den Six Days

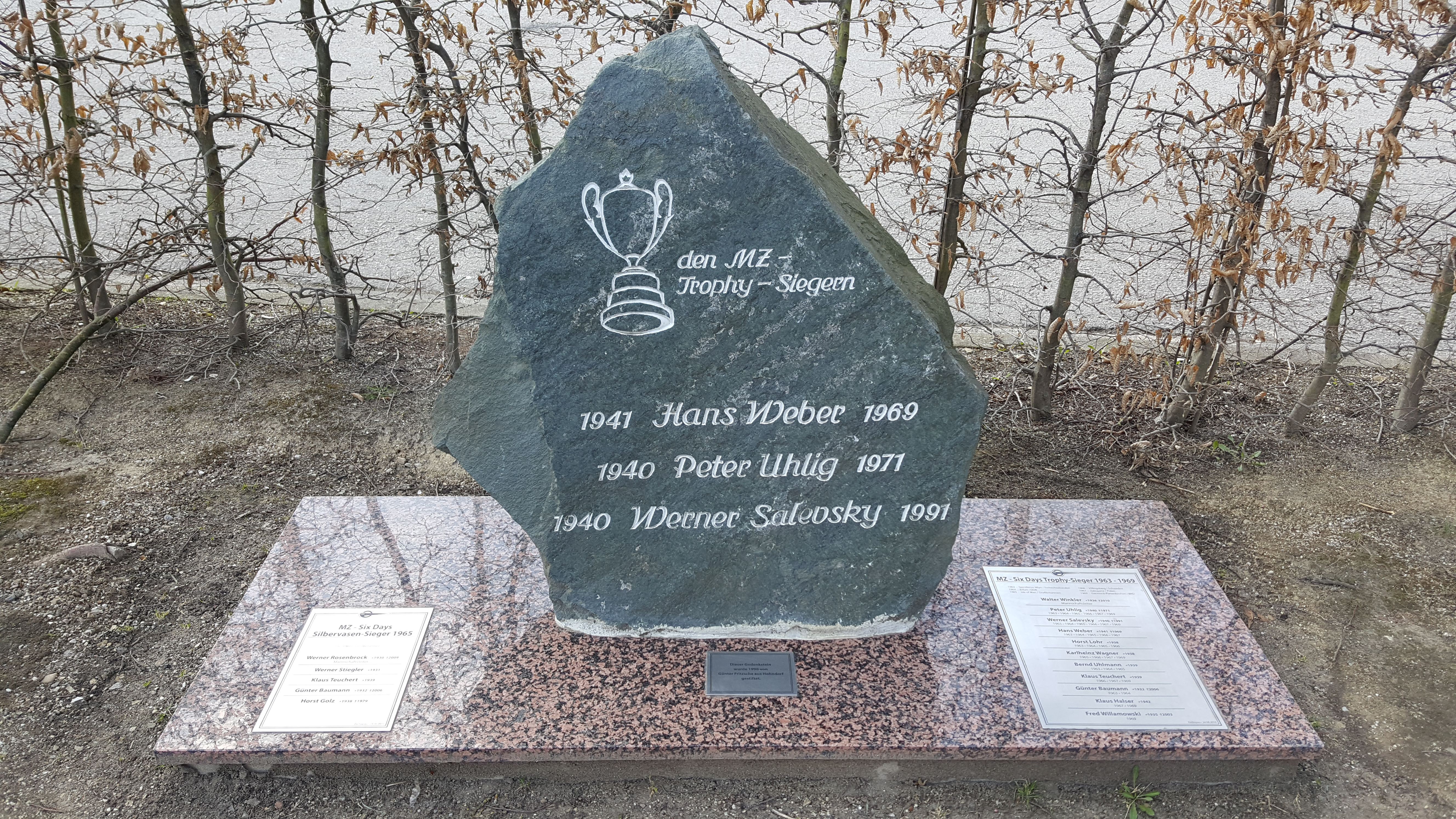
Gedenkstein für die verunfallten Peter Uhlig (1940–1971), Hans Weber und Werner Salevsky (1940–1991)

Hans Weber (* 15. Mai 1941 in Ehrenfriedersdorf; † 24. Mai 1969 in Harrachov) war ein deutscher Motorsportler, der bei der Internationalen Sechstagefahrt (Six Days) 1963, 1964, 1965, 1966 und 1967 fünf Mal hintereinander mit der DDR-Mannschaft den Sieg errang. Für den Sieg des Jahres 1967 wurde die Mannschaft zu DDR-Sportlern des Jahres gewählt.
1968 wurde Hans Weber Zweiter der erstmals ausgetragenen Geländesport-Europameisterschaft hinter dem DDR-Fahrer Werner Salevsky (250-cm³-Klasse).
Hans Weber nahm 19-jährig erstmals 1960 an einem Geländerennen, Rund um die Dittersdorfer Höhe, teil. 1961 wurde er Dritter der DDR-Meisterschaft in der 250-cm³-Klasse. Er wurde vier Mal DDR-Meister (1963, 1965, 1966, 1967) sowie 1964 Zweiter und 1968 Dritter der DDR-Meisterschaft.
Am 24. Mai 1969, dem ersten Tag des Europameisterschaftslaufes, verunglückte er und starb wenig später im Krankenhaus – neun Tage nach seinem 28. Geburtstag. Die DDR-Mannschaft brach daraufhin den Wettbewerb ab. 
Im Schlosshof von Schloss Wildeck in Zschopau steht ein Gedenkstein für Hans Weber sowie zwei weitere verstorbene Mitglieder der damaligen Mannschaft, Peter Uhlig (1940–1971) und Werner Salevsky (1940–1991).